# Dave Clark
Dave Clark (Tottenham, 15 de diciembre de 1942) es un músico, compositor y productor musical británico. En la década de los 60 lideró la banda the Dave Clark Five, en la que ejerció de batería y mánager. Fue el primer grupo de la denominada British Invasion que, siguiendo a the Beatles llegó a Estados Unidos en 1964. En 2008 Clark y su banda fueron incluidos en el Salón de la Fama del Rock and Roll.

## Biografía

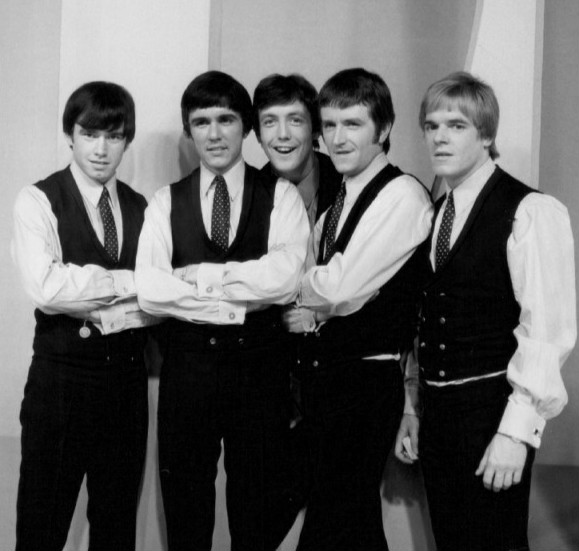
The Dave Clark Five en el programa de televisión The Ed Sullivan Show en 1966. De izquierda a derecha: Denis Payton, Dave Clark, Mike Smith, Rick Huxley y Lenny Davidson.

Nacido en Tottenham, entonces en Middlesex, Clark dejó la escuela a los 15 años para comenzar a trabajar como especialista de cine, llegando a actuar en más de 40 películas. A finales de los años 50, Clark se compró una batería, aprendiendo a tocarla por su cuenta, y formó una banda de skiffle para recaudar fondos para que su equipo de fútbol pudiera viajar a los Países Bajos. Esta banda de skiffle evolucionó hasta convertirse en the Dave Clark Five con Clark como líder, compositor, mánager y productor.
The Dave Clark Five adquirieron rápidamente popularidad en el Reino Unido, desplazando el éxito de the Beatles "I Want to Hold Your Hand" del número uno de las listas británicas en enero de 1964 con su sencillo "Glad All Over". Durante un breve periodo de tiempo, la prensa británica los calificó como "la amenaza más seria para the Beatles". The Dave Clark Five fue la primera banda de la British Invasion en seguir los pasos de The Beatles en Estados Unidos en 1964, donde llegaron a acumular 15 Top 20 consecutivos. Participaron en el programa de televisión The Ed Sullivan Show en más ocasiones que ninguna otra banda británica. Dave Clark fue uno de los nombres de moda entre la juventud americana de los años 60.
Andrew Loog Oldham, mánager de the Rolling Stones, dijo sobre los primeros éxitos de la banda como rivales de the Beatles:
Si los Beatles alguna vez miraron por encima de sus hombros, no fue a los Stones a quienes vieron sino a the Dave Clark 5 o a Herman's Hermits.
Clark dejó de tocar la batería después de romperse cuatro nudillos en un accidente de trineo en 1972.
Posteriormente escribió el musical futurista, Time, que fue estrenado en 1986. Estuvo en cartel durante dos años en el West End londinense, protagonizado por Cliff Richard (reemplazado después por David Cassidy). El musical también fue lanzado como álbum discográfico, bajo el título de Time con temas interpretados por el propio Cliff Richard, Freddie Mercury, Leo Sayer,Julian Lennon Stevie Wonder y Dionne Warwick. El álbum tuvo unas ventas superiores a los dos millones de copias.
Clark fue uno de los mejores amigos del vocalista de Queen, Freddie Mercury, a quien conoció en 1975. Clark acompañó a Mercury en sus últimos días, permaneciendo junto a su cama cuando el cantante falleció en noviembre de 1991.

## Reconocimientos
En 2008, coincidiendo con el 50 aniversario de la fundación de la banda, the Dave Clark Five fueron incluidos en el Salón de la Fama del Rock and Roll.  Clark, hizo una aparición pública junto a los otros dos supervivientes de la banda.
En 2014 Clark escribió, produjo y presentó el documental The Dave Clark Five and Beyond: Glad All Over.